# Verdi di Serbia
I Verdi di Serbia (in serbo: Зелени Србије, Zeleni Srbije - ZS) sono un partito politico serbo di orientamento ambientalista fondato nel 2007.
Agli inizi del 2014 siglò un'intesa col Nuovo Partito Democratico, formazione lanciata dall'ex Presidente della Repubblica Boris Tadić dopo la sua fuoriuscita dal Partito Democratico: si affermò così il Nuovo Partito Democratico - Verdi di Serbia (Нова демократска странка - Зелени Србије, Nova demokratska stranka - Zeleni Srbije - NDS-ZS), ma la formazione unitaria si disgregò nell'ottobre successivo, quando Tadić dette vita al Partito Socialdemocratico.

## Storia
In occasione delle elezioni parlamentari del 2014, il Nuovo Partito Democratico - Verdi di Serbia si presentò con Lega dei Socialdemocratici di Voivodina, Unione Democratica degli Ungheresi di Voivodina e Insieme per la Serbia: la coalizione raccolse in tutto il 5,70% dei voti e 18 deputati, di cui 9 appartenenti al gruppo di Tadić e 1 ai Verdi.
Tornati ad operare come soggetto politico autonomo, i Verdi di Serbia concorsero alle elezioni parlamentari del 2016 in liste comuni col Partito Socialista di Serbia e ottennero 2 deputati; alle elezioni parlamentari del 2020 la coalizione si aprì anche a Serbia Unitaria e Partito Comunista, raggiungendo il 10,4% dei voti.

## Risultati
| Elezione          | Voti    | %     | Seggi    |
| ----------------- | ------- | ----- | -------- |
| Parlamentari 2014 | 204.767 | 5,70  | 18 / 250 |
| Parlamentari 2016 | 413.770 | 10,95 | 29 / 250 |
| Parlamentari 2020 | 334.333 | 10,38 | 32 / 250 |
| 1. 2. 3.          |         |       |          |